# Ketamin
Ketamin er et lægemiddel der anvendes i den humane og veterinære lægevidenskab, primært til induktion af generel anæstesi. Andre anvendelser af stoffet omfatter som afslappende middel i intensiv behandling, samt behandling af smerte og bronkospasme. I Danmark er ketamin kun godkendt til universel anæstesi, og som supplement til lokal anæstesi.
Ketamin har vist sig at besidde en god og hurtigt-indsættende virkning på svære depressioner.
Ketamin finder også hyppig anvendelse som rusmiddel. Stoffet fremkalder en tilstand kendt som "dissociativ anæstesi", der karakteriseres ved en følelse af afkobling fra ens fysiske krop og den eksterne verden. Ved højere doser fremkalder stoffet også hallucinationer. :288–295  Ketamin bliver i medierne ofte omtalt som hestebedøvelse.

## Virkningsmekanisme
Ketamin virker, ligesom phencyclidin (PCP) og dextromethorphan, ved at blokere NMDA-receptorer i hjernen.

## Bivirkninger
Hyppige bivirkninger ved anvendelse af ketamin omfatter abnorme drømme, kvalme, opkastning, øget spytsekretion, sløret syn, svimmelhed, motorisk uro, laryngospasme, hæmmet vejrtrækning, øget bronkialsekretion, hypertension, takykardi. Derudover kan der opstå hallucinationer, angst og konfusion.

## Historie
Ketamin blev første gang syntetiseret i 1962 af Calvin Lee Stevens i et forsøg på at finde mere kortvirkende alternativer til phencyclidin. I 1964 blev de første forsøg med mennesker udført og stoffet viste sig at være et potent bedøvelsesmiddel. Sidst i 1960'erne blev det brugt som bedøvelsesmiddel til sårede amerikanske soldater under Vietnamkrigen.